# Wacław Szyszkowski
Wacław Szyszkowski (ur. 4 sierpnia?/17 sierpnia 1904 w Wielkich Łukach, zm. 30 grudnia 1996 w New Jersey) – polski profesor prawa, którego specjalnością było prawo konstytucyjne.

## Życiorys
Ukończył Gimnazjum w Rzeżycy, a maturę zdawał 1922, w Gimnazjum im. T. Czackiego w Warszawie. Następnie podjął studia na Uniwersytecie Warszawskim, z zakresu prawa, które ukończył w 1927. Dwa lata później zdał egzamin sędziowski, a w 1931 – egzamin adwokacki. Stopień doktora uzyskał w 1947 na Uniwersytecie Paryskim za pracę La risque du guerre dans l’assurance (nostryfikowany na UMK w 1963). W 1964 habilitował się na UMCS dzięki rozprawie Traktaty a prawo wewnętrzne w systemie prawnym Stanów Zjednoczonych Ameryki Północnej. Dziewięć lat później uzyskał tytuł profesora.
Był uczestnikiem wojny polsko-bolszewickiej (w latach 1920–1921), żołnierzem Armii Krajowej (1939–44). W 1942 został aresztowany i internowany w Treblince. Brał udział w powstaniu warszawskim. W okresie powojennym, pracował m.in. jako konsultant prawa międzynarodowego w Londynie i jako wykładowca w University of Indiana. W latach 1963–1974 był pracownikiem Uniwersytetu Mikołaja Kopernika w Toruniu, gdzie pełnił m.in. funkcję dziekana Wydziału Prawa (1969–1971).

## Odznaczenia
- Medal Komisji Edukacji Narodowej
- Nagroda Ministerstwo Oświaty i Szkolnictwa Wyższego (1970, 1984)
- Doktorat honoris causa UMK (1990)